# 와카야마 전철 기시가와선

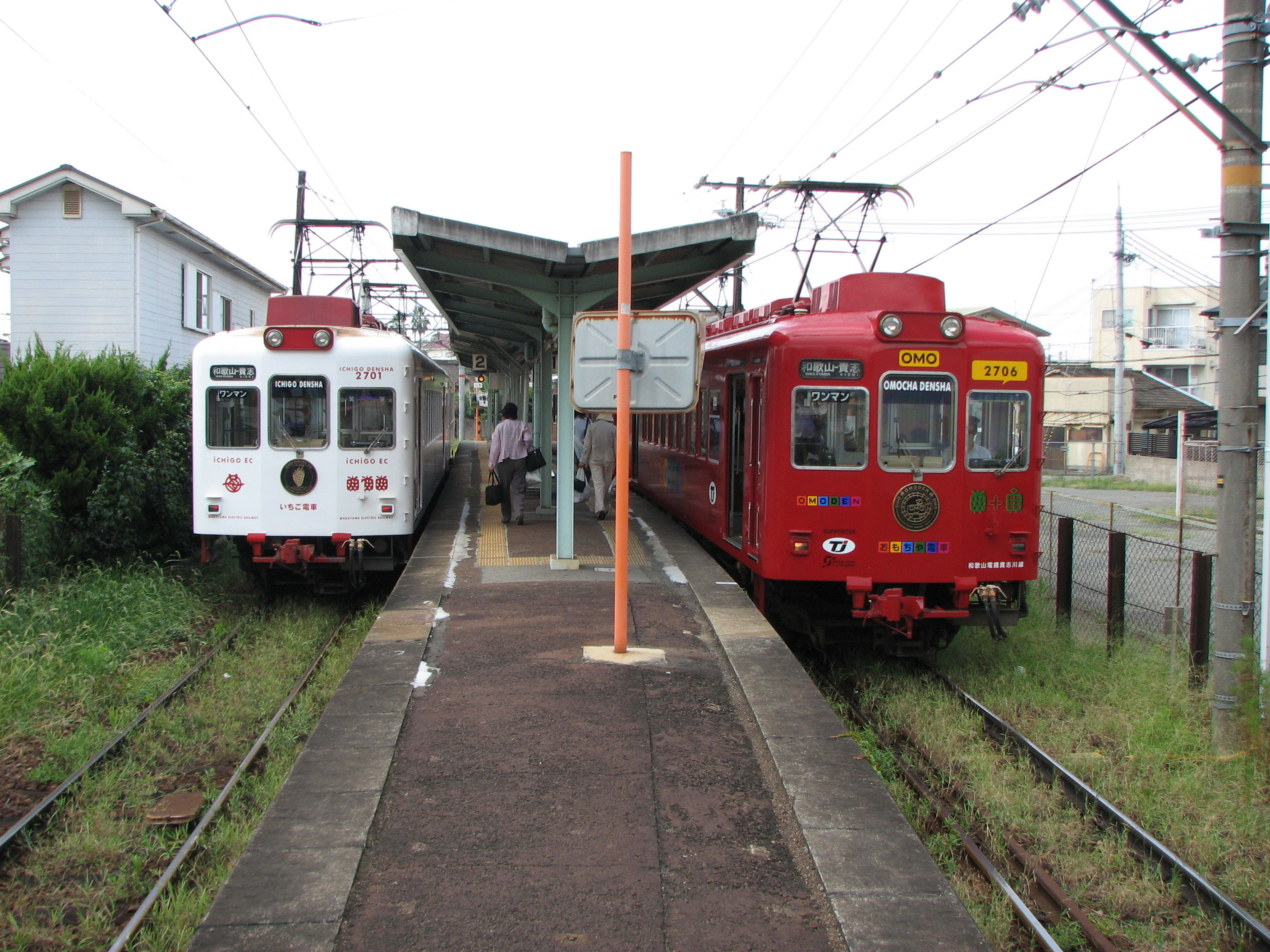
니치젠구역에 있는 이치고(딸기) 전차 (왼쪽)와 오모차(장난감) 전차 (오른쪽)

기시가와선(貴志川線 기시가와센[*])은 일본 와카야마현 와카야마시의 와카야마역에서 와카야마현 기노카와시의 기시역까지 연결하는 와카야마 전철의 철도선이다.